# 2023年の出版
2023年の出版（2023ねんのしゅっぱん）では、2023年の出版に関する出来事についてまとめる。
2022年の出版 - 2023年の出版 - 2024年の出版

## 出版関係の出来事
出版社の設立・倒産、文庫・新書の創刊、雑誌の創刊・休刊、ミリオンセラーの出版などを記載。特記した場合を除き、創刊、休刊・廃刊、復刊の日付は、それぞれ創刊号、最終号、復刊号の発売日である。

### 1月
- 13日 - バイク雑誌やライフスタイル雑誌を刊行していたクレタパブリッシングと雑誌編集・広告代理事業などを手掛けていた同社関係会社のクレタ（共に東京都港区）がこの日、自己破産申請の準備に入ったことを掲示。なお刊行していた雑誌については事業譲渡を受けた企業により発行が継続されている[1]。
- 19日 - 【訃報】1976年創刊の書評月刊誌「本の雑誌」を発行する本の雑誌社の設立者の一人であり、編集長・社長を歴任。また「北上次郎」の筆名で文芸評論家として、「藤代三郎」の筆名で競馬エッセイストとしても活躍した目黒考二がこの日、肺がんのため死去（76歳没）。訃報は1月25日に同誌公式サイトで発表された[2]。

### 2月
- 1日 - 角川春樹事務所発売の月刊女性ファッション誌『Popteen』（1980年創刊）がこの日から月刊誌としての発行からWEB媒体『Popteen Media』へ移行。紙媒体については年数回、メークやダイエットなどに特化した書籍を刊行する予定[3][4]。
- 9日 - 玄光社が発行していたCM情報誌『CM NOW』（1982年創刊）がこの日刊行された2023年3月・4月号をもって休刊。今後はWeb媒体として継続する[5]。
- 18日 - 東京書籍が前年4月から使用を開始した高校1年生向けの教科書『新高等地図』に地名の誤記など約1200か所余りの訂正箇所があり、発行済みの約3万6千部のうち約2万5千部を再配布していたことが判明。同書は文部科学省の教科書検定に合格していた。同社は原因として「コロナ禍の影響により在宅ワークでの作業となり校閲作業が不十分だった」としている[6][7]。これに関し、同検定で405件の検定意見が付いて一発不合格となった『新しい歴史教科書をつくる会』は「検定のやり方が不公平である」として、2月27日に文部科学大臣の永岡桂子宛ての公開質問状を提出したことを表明した[8]。
- 28日 - 2001年に月刊誌として創刊し、2003年に月2回の刊行に移行していた講談社の青年漫画雑誌『イブニング』がこの日発行の6号をもって休刊。なお一部の作品については同社漫画アプリサイト『コミックDAYS』で継続される[9][10][11]。

### 3月
- 1日 - KADOKAWAの週刊テレビ情報誌『週刊ザテレビジョン』（1982年創刊）がこの日発売の3月10日号をもって休刊。『月刊ザテレビジョン』に統合[12][13]。
- 2日 - 健康情報誌『壮快』、『安心』、『ゆほびか』や実用情報誌『特選街』（2021年10月に休刊）などを刊行していたマキノ出版（東京都中央区、1977年10月設立）がこの日、東京地方裁判所（以下、東京地裁と表記）に民事再生法適用を申請し、即日保全・監督命令を受けた。負債総額は信用調査会社3社[注 1]調べで約15億円から約16億2千万円余りと見られている[14][15][16]。その後、スポンサー企業との交渉が進展せず再建を断念。5月29日に同地裁から民事再生手続廃止決定及び保全管理命令を受け[17]、6月23日に破産手続き開始決定を受けて倒産した[18][19]。
- 7日 - 2020年9月に休刊した女性ファッション雑誌『andGIRL』（アンドガール）が2年半振りに年4回発行の季刊誌としてこの日復刊。また発行元も休刊前のエムオン・エンタテインメントからDONUTSに変更された[20]。
- 31日
  - 毎日新聞中部本社が愛知県・岐阜県・三重県（伊賀・熊野を除く）向けの毎日新聞夕刊の発行を休止。
  - 静岡新聞夕刊がこの日の発行をもって廃止[21]。
  - スポーツ新聞『西日本スポーツ』（西日本新聞社発行、1955年創刊）がこの日をもって紙面発行を休止[22]。

### 4月
- 10日 - 講談社は、昨年11月に刊行した『ゲームの歴史』（全3巻、岩崎夏海・稲田豊史共著）について、刊行直後から「掲載内容に事実誤認がある」との指摘を受け同社で再確認を行った結果、事実誤認や情報源が確認できない箇所が多数発見されたとして発売中止、及び書店に対して在庫分の返品を依頼したことを明らかにすると共に、返品を希望する読者に対しても対応するとした。同社は「読者や関係者の皆様にご迷惑をお掛けしたことをお詫び申し上げます」とコメントした[23][24]。
- 28日 - 朝日新聞名古屋本社発行の愛知県・岐阜県・三重県（伊賀・熊野を除く）向けの夕刊の発行をこの日をもって休止[25]。

### 5月
- 19日 - 中堅出版社のダイヤモンド社の子会社で、かつては海外旅行ガイドブック『地球の歩き方』[注 2]を刊行していたダイヤモンド・ビッグ社（東京都渋谷区、1969年9月設立）がこの日、東京地裁から特別清算開始決定を受けた（5月30日に判明）。負債総額は約10億5000万円に上る。同社は2021年3月期決算で約14億円の赤字を計上。本年3月31日に株主総会の決議により解散していた[26][27]。
- 30日 - 1922年（大正11年）に創刊し、日本最古の総合週刊誌として100年強の歴史を持つ朝日新聞出版発行の『週刊朝日』が、部数減を理由にこの日発売の号をもって休刊。休刊は1月19日に同社公式サイトで発表された。同社では同誌の休刊に伴い出版物の定期購読の扱いを取りやめると共に、ニュースサイト・AERA dot.や書籍部門に注力していく方針。また連載の一部はライバル誌だった『サンデー毎日』（毎日新聞出版）に引き継がれる[28][29][30]。

### 6月
- 20日 - 音楽之友社のクラシック音楽・レコード評論の専門誌『レコード芸術』（1952年創刊）がこの日発行の7月号をもって休刊[31]。
- 23日 - 集英社の季刊漫画雑誌『ザ マーガレット』（1982年創刊、1997年に月刊化、2019年から季刊化）がこの日発行の夏号をもって休刊[32]。
- 30日
  - 1968年に月刊誌として創刊、2022年から季刊化されていたプレイヤー・コーポレーションの音楽雑誌『Player』がこの日発行の2023年Summer号をもって休刊。休刊は6月14日に雑誌公式サイトで発表された[33]。
  - KADOKAWAはこの日、児童書レーベル「角川つばさ文庫」から7月12日に刊行する予定だった深海ゆずは作の『七色ギフテッド! 天才だらけ!? 学校生活はがけっぷち!』について、「事実と異なる誤解を招く表現があった」として謝罪、同書の発売を延期すると同時に先行配信していたポータルサイト「ヨメルバ」からも削除したことを発表。また作者の深海も自身のTwitterで「今回の事態について深くお詫び申し上げます」とした[34]。

### 7月
- 4日 - 新潮社が発行する小学生向けファッション雑誌『ニコ☆プチ』の6月22日に発売された8月号の付録に収録されていた漫画が、「性的描写が強すぎる」と一部で批判され物議を醸していることについて、同社はこの日までに公式サイトで「｛読者の皆様から）指摘を受けていたことを公表すると同時に、内容の一部に不快な思いをされていた方がいらっしゃたことを重大に受け止め、さらに多くの方々にご心配をお掛けしたこと、また今後は注意深く読者の皆様に向き合うよう努力を重ねます」と謝罪した[35]。
- 5日 - 3月に民事再生法を申請するも再建を断念、破産したマキノ出版の関連会社で、商品情報雑誌の編集及びウェブサイトを運営していた特選街出版（1978年9月設立、東京都中央区）と健康情報誌の企画編集を手掛けていたマイヘルス社（1974年4月設立、同）の2社がこの日、東京地裁から破産開始決定を受け倒産した（7月31日に判明）。負債総額は東京商工リサーチ調べで2社合わせて約5億円に上る[18]。→3月2日の出来事も参照
- 12日 - ジャズ雑誌『JAZZ JAPAN』を発行する株式会社ジャズジャパンは公式サイトで、7月24日に発売予定だった最新号であるVol.156について「7月1日に同社社長で編集長だった三森隆文が死去したことによる諸般の事情により発行準備が遅れる事態になった」として延期することを発表し読者等に謝罪。発売日については公式サイトで追って通知するとした[36]。
- 13日 - 【訃報】1955年に平凡出版（現在のマガジンハウス）に入社。『週刊平凡』や『平凡パンチ』などの編集長を歴任。またファッション雑誌『POPEYE（ポパイ）』やライフスタイル情報誌『BRUTUS（ブルータス）』の創刊に関わり編集長も務め、両誌を一躍人気雑誌に仕立てたマガジンハウス最高顧問で元会長の木滑良久がこの日死去（93歳没）。訃報は18日に判明した[37]。
- 20日 - 老舗映画雑誌『キネマ旬報』（キネマ旬報社、1919年創刊）がこの日発売の8月号からこれまでの隔週発行から月刊化に移行。移行に伴う雑誌名の変更は行わない[38]。
- 31日 - 新日本海新聞社（鳥取市）傘下の大阪日日新聞（1911年に「帝国新聞」として創刊、夕刊紙を経て2000年に日刊紙に移行）が「かつてない厳しい経営環境状況に陥った」としてこの日の発行をもっで休刊[39][40]。

### 9月
- 15日 - 山形県内で求人情報誌「やまがた求人情報」や不動産情報誌「やまがた住まい情報」などを刊行していたアイン企画（山形市、1978年創業）がこの日付で山形地方裁判所に自己破産を申請し倒産。負債は帝国データバンク山形支店調べで約1億1000万円余りと見られる[41][42]。
- 30日 - 北海道新聞及び長野県の信濃毎日新聞が夕刊を紙代の高騰や配達コスト増加、またインターネットの普及などを理由にこの日をもっていずれも休刊。翌10月1日以降は朝刊及び電子版を拡充する[43][44]。

### 10月
- 5日 - 月刊科学雑誌『Newton』（1981年創刊）を発行するニュートンプレス社の全株式を朝日新聞出版が取得し、朝日新聞グループ入りした[45]。
- 17日 - 講談社の少年漫画雑誌『少年マガジンエッジ』（2015年創刊）がこの日発売の11月号をもって休刊。連載の一部は同社漫画アプリサイトなどで継続する予定[46]。
- 21日 - せきれい社の月刊航空関連情報誌『航空情報』（1951年に酣燈社より創刊、2014年にせきれい社に移管）がこの日発売の12月号をもって休刊。72年の歴史に幕[47]。

### 11月
- 10日 - アイドルグループNEWSの加藤シゲアキの新刊『なれのはて』が、発売からわずか2週間で累計10万部を突破したことが判明[48]。
- 28日 - インプレスホールディングス傘下の出版社であるエムディエヌコーポレーション、イカロス出版、天夢人の3社が45歳以上の正社員を対象に希望退職を募ることなどの合理化案を発表。希望退職の人員は特に定めず、退職日は2024年1月31日となる。これに伴い約1億3000万円から1億6000万円の特別損失が計上される見込み[49][50]。
- 30日 - KADOKAWAは、2024年に刊行を予定していた人気YouTuberグループ・東海オンエアの結成10周年記念ブックの発行を延期することを公式SNSにて発表。一部メンバーの離婚騒動によりグループの活動が休止している影響を受けてのもの[51]。

### 12月
- 5日
  - 双葉社の月刊漫画雑誌『月刊まんがタウン』（2000年11月創刊）がこの日発売の2024年1月号をもって休刊。同誌は人気アニメ『クレヨンしんちゃん』を連載していたことで有名だった。なお現在連載中の『新クレヨンしんちゃん』及び『野原ひろし 昼メシの流儀』についてはWEB媒体「クレヨンしんちゃん.com」に、また『かりあげクン』と『鎌倉ものがたり』は同社雑誌『漫画アクション』に移行、他作品も「webアクション」に移行してそれぞれ継続する[52][53][54]。
  - KADOKAWAはこの日の夜、英語版のノンフィクションを日本語に翻訳して2024年1月24日に発売する予定だった『あの子もトランスジェンダーになった SNSで伝染する性転換ブームの悲劇』の刊行を急遽中止ことを発表。日本語版の商品ページでトランスジェンダーに対して差別を助長する表現があったとしてX（旧Twitter）で批判されていた。同社は「トランスジェンダーについて日本国内で議論を深めるきっかけになれば良いと考えていましたが、タイトル及びキャッチコピーの内容が結果的に当事者の方々を傷つける結果になってしまい大変申し訳ありませんでした」と謝罪した[55]。
- 14日
  - 1981年に講談社から刊行された女優・タレントの黒柳徹子の自叙伝『窓際のトットちゃん』が「最も多く発行された単一著者による自叙伝」としてギネス世界記録に認定され、この日公式認定証が授与された。本年9月末現在の統計で全世界で2511万部余りを刊行したという[56]。
  - 【訃報】 1971年に現在の宝島社の前身であるジェー・アイ・シー・シー（JICC）を創業。1974年から出版事業に参入し、月刊誌「宝島」や「別冊宝島」シリーズ、ファッション雑誌「CUTiE」などを創刊。さらに「このミステリーがすごい!大賞」も創設するなど多岐にわたり活躍した同社社長の蓮見清一がこの日、心不全のため東京都内の自宅で死去（80歳没）。訃報は18日に明らかになった[57][58]。
- 28日（予定） - インプレスが発行する自作PC情報誌『DOS/V POWER PEPORT』（1991年創刊）がこの日発売の2024年冬号をもって休刊。今後は自社運営のWEBサイト「PC Watch」などで情報を発信する[59]。

## 死去
- 1月19日 - 目黒考二：エッセイスト・文芸評論家・編集者（* 1946年）
- 4月2日 - 川田文子：ノンフィクション作家（* 1943年）
- 7月13日 - 木滑良久：編集者、元マガジンハウス社長（* 1930年）
- 11月24日 - 伊集院静：作家（* 1950年）
- 11月30日 - 甲斐信枝：絵本作家（* 1930年）
- 12月14日 - 蓮見清一：実業家、宝島社創業者（* 1942年）